# Frau Stern
Frau Stern ist ein deutscher Spielfilm des Regisseurs Anatol Schuster aus dem Jahr 2019. Die 90-jährige jüdische Titelheldin der Komödie ist darin auf der Suche nach einer Waffe für ihren Freitod, findet dabei aber zurück zur Freude am Leben.

## Handlung
Die 90-jährige, verwitwete Frau Stern ist zwar kerngesund, möchte aber selbstbestimmt sterben. All ihre entsprechenden Versuche scheitern jedoch reichlich komisch. Ihr Arzt meint, er könne als Deutscher schwerlich einer Holocaust-Überlebenden Gift geben, aus der Badewanne rettet sie ein Einbrecherpärchen und als sie sich auf die Bahngleise legt, eilt ein hilfsbereiter Spaziergänger herbei, um ihr aufzuhelfen. Mit Unterstützung ihrer Enkelin Elli macht sie sich schließlich in Neukölln auf den Weg, um eine Schusswaffe für einen robusten Suizid zu erstehen, und findet dabei aber zurück zur Freude am Leben.

## Kritiken
Der Film erhielt überwiegend positive Kritiken: Julia Haungs lobt in SWR2 Kultur aktuell auf SWR2 die „viele[n] gute Momentaufnahmen, die den Film über den Tod zu einer Feier des Lebens machen“. Für MDR-Kultur-Filmkritiker Knut Elstermann ist „dem jungen Regisseur Anatol Schuster [...] mit diesem Independent-Film Erstaunliches gelungen: Er verbindet das Porträt einer Lebenskünstlerin mit einem Bild des heutigen, buntgemischten Berlin, erzählt voller Humor von erotischen Begierden im Alter, aber auch von den weiter wirkenden Folgen des Holocaust.“ Das jüdische Online-Magazin Hagalil sieht in dem Werk einen „liebenswerten Film, zum Schmunzeln und Nachdenken, zum Lachen und Weinen.“ Michael Dlugosch von filmrezension.de schreibt, dass Regisseur Schuster "ganz auf Ahuva Sommerfeld setzt, den Film von ihr und ihrem Charisma bestimmen lässt ... Der Film wird zur Hommage an eine großartige Frau und zur Ode an das Leben, auch wenn es dem Film gut getan hätte, wenn er zusätzlich nebenbei aus dem einstigen Leben der Frau Stern – und damit aus dem Leben der Frau Sommerfeld – erzählt hätte." In seiner wohlwollenden Kritik für epd Film bezeichnet Jens Balkenborg Frau Stern als eine der „coolsten Omas, die der deutsche Film je hervorgebracht“ habe. Auch wenn der Film nicht rundum gelungen sei, drücke dieser „Modus zwischen schwer und locker-flockig, der in verträumterer Manier auch Schusters Debüt Luft auszeichnete“ sowie der „lakonische Blues und die beiden fantastischen Hauptdarstellerinnen [...] die Zweifel in den Hintergrund.“
Verrissen wurde der Film hingegen von Stefan Gärtner: Es handele sich um eine „selbstgefällige, sehr hauptstädtische Gedankenlosigkeit“, um eine „dieser Simulationen von Kunst, wie sie auch auf dem Buchmarkt so erfolgreich“ seien.

## Hintergrund und Auszeichnungen
Die Produktion musste mit einem minimalen Budget auskommen, so dass die Titelrolle mit einer Laiin besetzt wurde, die in ihren 81 Lebensjahren noch nie vor der Kamera gestanden hatte. Dennoch oder gerade deshalb wurde der Film ein Erfolg, denn Ahuva Sommerfeld konnte mit ihrer Lebenserfahrung und ihrer rauen Stimme Kritik und Zuschauer für sich gewinnen. Kurz nach der Premiere beim Max-Ophüls-Filmfestival in Saarbrücken am 16. Januar 2019 wurde sie ins Krankenhaus eingeliefert und verstarb am 8. Februar 2019 an einer Lungenkrankheit. Beim „Achtung Berlin Filmfest“ wurde der Film als „Bester Spielfilm“ ausgezeichnet. Ahuva Sommerfeld erhielt dort auch posthum zusammen mit Kara Schröder den Preis als „Beste Darstellerin“.